# Scotophaeus peninsularis
Scotophaeus peninsularis är en spindelart som beskrevs av Roewer 1928. Scotophaeus peninsularis ingår i släktet Scotophaeus och familjen plattbuksspindlar. Inga underarter finns listade i Catalogue of Life.